# Gonaphodiellus acutecernans
Gonaphodiellus acutecernans är en skalbaggsart som beskrevs av Vladimir Balthasar 1960. Gonaphodiellus acutecernans ingår i släktet Gonaphodiellus och familjen Aphodiidae. Inga underarter finns listade i Catalogue of Life.